# حيوان معدل وراثيا
الحيوانات المعدّلة وراثيًا هي حيوانات عُدلَت وراثيًا لأغراض متنوّعة من بينها إنتاج الدواء، وتحسين الإنتاجيّة، وزيادة مقاومة الأمراض، إلخ. ما زالت النسبة العظمى من الحيوانات المعدلة وراثيًا في مرحلة البحث، ويبقى عدد الحيوانات المعدلة وراثيًا القريبة من مرحلة الدخول إلى السوق قليلًا.

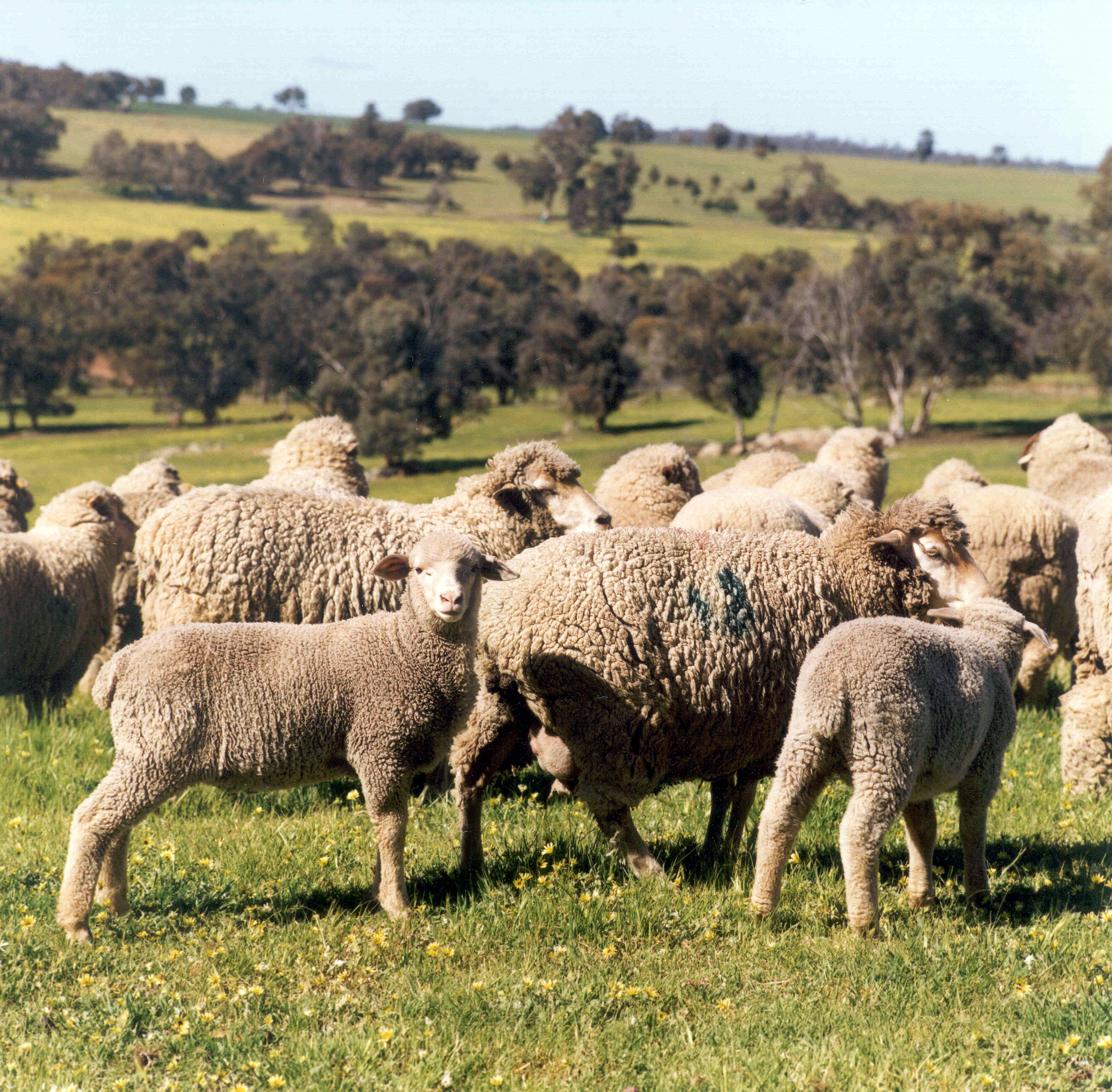
أغنام معدلة وراثيا

تم إنشاء الحيوانات المعدّلة وراثياً لأول مرة في الفترة من السبعينات إلى الثمانينات ويُعتبرون نماذج جيدة للأمراض البشرية ويطؤح التعديل الجيني العديد من القضايا الأخلاقية والعملية، مثل المخاوف المتعلقة بالسلامة، وإمكانية تحريف دائم للحيوانات وللطبيعة

## الإنتاج
الهندسة الوراثية للثدييات هي عملية بطيئة ورتيبة ومكلّفة. مثلها مثل الكائنات الأخرى المعدلة وراثيًا؛ يتعيّن على المهندسين الوراثيين بداية عزل الجين الذي يرغبون بإدخاله إلى الكائن المضيف. يمكن الحصول على الجين من خلية تحتوي عليه أو عن طريق التخليق الاصطناعي. إذا كان الجين المُختار أو الجينوم الخاص بالكائن المانح مدروسَين بعناية فيمكن عند ذلك الحصول على الجين من المكتبة الوراثية. يُدمج الجين بعد ذلك مع عناصر جينية أخرى، من بينها منطقتي المحرض والمُنهي وتُضاف عادةً واسمة مُختارة.
توجد تقنيات عديدة متاحة لإدخال الجين المعزول إلى جينوم الكائن المضيف. يُدخَل للحمض النووي دنا (DNA) الخاص بالحيوانات باستخدام الحقن الميكروي، الذي يمكن عن طريقه إدخاله عبر الغشاء الخلوي مباشرة إلى النواة، أو باستخدام نواقل فيروسيّة. أُنتِجت أوّل الحيوانات المعدلة وراثيًا عبر إدخال الدنا الفيروسي إلى الأجنّة ومن ثم زرع الأجنّة ضمن أجسام الإناث. من الضروري التأكد من وجود الدنا المُدخَل في الخلايا الجذعية الجنينية. سيتطور الجنين على أمل أن تحتوي خلاياه التناسلية بعض المواد الوراثية المُدخلة. ينتظر الباحثون بعد ذلك وصول الحيوان إلى سنّ التزاوج ويفحصون النسل الناتج بحثًا عن وجود الجين في جميع الخلايا، باستخدام تفاعل البوليميراز المتسلسل (PCR)، ولطخة ساوثرن (Southern blot)، وسَلسَلة الحمض النووي (DNA sequencing).
تجعل التقنيات الجديدة التعديل الوراثي أكثر سهولة ودقة. طُوِّرت تقنيات استهداف الجين التي تصنع فواصل في السلسلة المزدوجة وتستغل أنظمة الإصلاح الطبيعية الخلوية المعتمدة على التأشيب المتماثل لتوجيه إدخال الدنا إلى المواقع المحددة. يَستخدم التحرير الجيني أنزيمات نوكلياز (Nucleases) مُخلَّقة اصطناعيًا في صنع فواصل في نقاط محددة. تُوجد أربع عائلات من أنزيمات نوكلياز الاصطناعية: أنزيمات ميغا نوكلياز (Meganucleases)، وأنزيمات نوكلياز إصبع الزنك (ZFNs)، وأنزيمات نوكلياز المُستفعلة المشابهة لمنشط النسخ (اختصارًا: أنزيمات تالن) ((Transcription activator-like effector nucleases (TALENs)، ونظام كاس ناين- رنا الموجِّه (Cas9-guide RNA) (المُعدل عن كريسبر). يعتبر نظام كاس ناين- رنا الموجِّه وأنزيمات تالن الأكثر شيوعًا ولكل منهما ميزاته الخاصة. تمتلك أنزيمات تالن انتقائية عالية للهدف، بينما يعتبر نظام كاس ناين- رنا الموجِّه أسهل تصميمًا وأكثر كفاءة. أدى تطوير نظام تحرير كريسبر - كاس ناين (CRISPER-Cas9 editing system) إلى تقليل الوقت اللازم لتطوير الحيوانات المعدلة وراثيًا إلى النصف.

## التاريخ
استأنس البشر الحيوانات منذ 12,000 سنة تقريبًا، مستخدمين التربية الاصطفائية أو الاصطفاء الاصطناعي (المخالف للاصطفاء الطبيعي). تُستخدَم في الاصطفاء الاصطناعي الكائنات التي تمتلك صفات مرغوبة (وبالتالي جينات مرغوبة) لإعطاء النسل التالي وتُستبعد الكائنات التي لا تمتلك الصفة من برنامج التربية، وتُعد تلك العملية أساسًا لمفهوم التعديل الوراثي الحديث. سمح التقدّم الكبير في علم الوراثة للإنسان بإجراء تغييراتٍ على الدنا بشكل مباشر وتعديل جينات الكائنات الحيّة عن طريق ذلك. صنع بول بيرغ في عام 1972 أول جزيء دنا مؤشب عندما جمع جزيء دنا مأخوذ من الفيروس القردي 40 مع الدنا الخاص بالفيروس لامبدا (Enterobacteria phage λ).
صنع العالم رودولف يانش في عام 1974 فأرًا معدلًا وراثيًا عن طريق إدخال دنا غريب إلى جنين الفأر، ليصبح أول حيوان معدل وراثيًا في العالم. ولكن الأمر استغرق أكثر من ثماني سنوات أخرى قبل أن تُطور فئران معدلة وراثيًا قادرة على نقل الجين المضاف إلى نسلها. طُوِّرت فئران معدلة وراثيًا في عام 1984 تحمل جينات ورمية تؤهبها للإصابة بالسرطان.  صُنِعت فئران تمتلك جينات معطِّلة في عام 1989. أُنتج أول المواشي المعدلة وراثيًا في عام 1985، وعُدِّل الفأر في عام 1987 ليكون أول حيوان قادر على تخليق بروتينات من جين منقول ضمن حليبها، وعُدِّلت لإنتاج منشِّط مولد البلازمين النسيجي البشري.
أول حيوان معدل وراثيًا يُسوَّق له تجاريًا هو السمك المضيء (GloFish)، الذي هو عبارة عن سمكة دانيو مخطط أضيفَت لها جينة تألق (fluorescent gene) تسمح لها بالتوهج في الظلام تحت ضوء من الأشعة فوق بنفسجية. أُطلِقَت في أسواق الولايات المتحدة في عام 2003. كان أول حيوان معدل وراثيًا يُعتمد للاستخدام الغذائي هو سمك السلمون «أكو أدفانتج» (AquAdvantage salmon) في عام 2015. عُدِّل سمك السلمون ذاك بإضافة جين منظم لهرمون النمو مأخوذ من السلمون الملكي (Oncorhynchus tshawytscha) ومحرض من سمكة الإلبوت الأمريكية (Zoarces americanus)، وسمح ذلك لها بالنمو على مدار السنة بدلًا من النمو فقط خلال فصلي الربيع والصيف.

## الثدييات
تُطوَّر الثدييات المعدلة وراثيًا لأغراض بحثية، أو لتخليق المنتجات الصناعية والعلاجية، أو للاستخدامات الزراعية أو لتحسين صحتها. يوجد أيضًا سوق لتطوير حيوانات أليفة معدلة وراثيًا.

### الطب
تُعد الثدييات أفضل النماذج لدراسة الأمراض البشرية، وهذا ما يجعل الثدييات المعدلة وراثيًا ضرورية لاستكشاف وتطوير علاجات للعديد من الأمراض الخطيرة. يسمح تعطيل الجينات المسؤولة عن الأمراض الوراثية البشرية للباحثين بدراسة آلية عمل المرض واختبار العلاجات الممكنة. كانت الفئران المعدلة وراثيًا أكثر الثدييات شيوعًا للاستخدام في البحوث الطبية الحيوية، لرخص ثمنها وسهولة التعديل عليها. تعتبر الخنازير أيضًا هدفًا جيدًا لامتلاكها حجم جسم وميزات تشريحية وفيزيولوجيا واستجابات فيزيولوجية مرضية وحمية غذائية شبيهة بالبشر. تُعتبر الرئيسيات غير البشرية هي النماذج الحية الأكثر شبهًا بالبشر، ولكن يوجد قبول عام قليل تجاه استخدامها بصفة حيوانات بحثية. أعلن العلماء في عام 2009 أنهم نجحوا في نقل جين إلى نوع من الرئيسيات (قرود القِشَة) وإنتاج نسل ثابت من الرئيسيات المعدلة وراثيًا الخصبة لأول مرة. كان أول هدف بحثي لديهم في قرود القشة هو مرض باركنسون، ولكن كانوا يأخذون بعين الاعتبار أيضًا التصلب الجانبي الضموري وداء هنتنغتون.
البروتينات البشرية المُصنعة ضمن الثدييات أكثر شبهًا بنظيراتها الطبيعية من البروتينات البشرية المُصنعة ضمن النباتات أو الأحياء الدقيقة. نجح العلماء بإدخال جينات ذات تعبير ثابت لتصنيع بروتينات بشرية إلى الخراف والخنازير والفئران وحيوانات أخرى. في عام 2009، اعتُمِدَ أول دواء بشري بيولوجي مُنتج عن طريق الحيوانات (من الماعز). استُخرج الدواء أترين (ATryn) من حليب الماعز، وهو مضاد تخثر يقلّل احتمالية تشكل الخثرات الدموية أثناء العمليات الجراحية والولادة. أُنتِج أيضًا بروتين ألفا 1-أنتيتريبسين (Alpha 1-antitrypsin) البشري الذي يُستخدم في علاج البشر الذين يعانون من عَوَز ألفا 1-أنتبيتريبسين. من المجالات الأخرى، تطوير خنازير تمتلك قدرة أكبر على استقبال الأعضاء البشرية المنقولة (نقل الأعضاء بين الكائنات الحية). عُدلت الخنازير وراثيًا بحيث لا يمكن لأعضائها حمل الفيروسات القهقرية (Retroviruses) أو لإجراء تعديلات عليها تقلل احتمالية رفض استقبال العضو. يُنظر الآن في موضوع نقل رئتي الخنازير المعدلة وراثيًا إلى البشر. توجد أيضًا إمكانية لتطوير خنازير خيمرية (Chimeric pigs) تحمل في أجسامها أعضاءً بشرية.
فتحت الحيوانات المعدّلة وراثيا أفقًا جديدًا في دراسة الفسيولوجيا وعمليات المرض. تقدم الحيوانات المتحورة نماذج دقيقة للأمراض وزيادة في الدقة للدراسات حول آليات الإصابة والعلاج

## أخلاقيات
تعتبر مبادئ سلامة الحيوان وطبيعته وإدراك المخاطر ورعاية الحيوان مهمة، حيث تؤثر على التصورات العامة والقرارات التنظيمية من قبل السلطات.  قد يقلل التغيير الجيني من القدرة على البقاء أو يزيد من المخاطر الصحية في الحيوانات المعدلة وراثيًا. حسب دراسة قام بها جارود بيلي من منظمة بدون قسوة الدولية، يُبلغ 20% من الحيوانات المعدلة وراثيًا عن انزعاج طفيف، و15% عن انزعاج شديد، أما 30% فتتعرض للوفاة أو الأمراض، بسبب بعض التشوهات والمشاكل الصحية التي قد تصيب هذه الحيوانات، وتشمل الشفة المشقوقة والأطراف المشوهة وإفرازات العين والأذن والإسهال، وسوء الوضعية، وعدم التنسيق (فقدان التنسيق)، وسوء تنظيم الحرارة، واضطرابات في الأمومة، كما أم الحيوانات المعدلة وراثياً تظهر أحياناً نقصاً في سلوك الرعاية الأبوية. بعض قواعد البيانات، مثل معلومات جينوم الفأر (MGI)، تسرد بيانات واسعة حول المشكلات الصحية المرتبطة بالفئران المعدلة وراثيًا، وهي فقدان السمع والسكري وضعف الحركة وضعف العضلات والشلل والتهاب القولون وضيق التنفس وفشل القلب ونزيف الدماغ وإيذاء النفس والنوبات والعمى.
تثير عدم كفاءة عملية التعديل الجيني (GM) مخاوف كبيرة بشأن رفاهية الحيوانات لأنها صعبة القياس، حيث إن العديد من البلدان لا تتطلب الإبلاغ عن إحصائيات الحيوانات المعدلة جينيًا. في المملكة المتحدة، تُظهر الإحصائيات المتاحة حسب نفس الدراسة السابقة أن جزءًا كبيرًا من إجراءات الحيوانات، حوالي 50% من أكثر من 4 ملايين إجراء حيواني في عام 2015، كانت مرتبطة بإنشاء وتربية الحيوانات المعدلة وراثيًا. كانت كميات كبيرة من النفايات واضحة لأن هذه الحيوانات كانت جزءًا من عملية الهندسة الوراثية نفسها بدلاً من استخدامها في التجارب. قد تشمل عملية التربية والتعديل الجيني التحفيز الدوائي للتبويض المفرط لدى الإناث، مما يتسبب في إنتاج الإناث لعدد أكبر من البيض مقارنةً بالوضع الطبيعي. ثم، لجمع البيض، غالبًا ما يتضمن ذلك قتل الحيوانات، خاصة القوارض، باستخدام إحدى الطرق المعتمدة للقتل الرحيم، مثل خلع الرقبة أو ثاني أكسيد الكربون، وكلاهما يمكن أن يسبب معاناة.
في الوقت نفسه، أدت المخاوف المتزايدة بشأن إمكانية تطبيق البيانات الحيوانية على البشر إلى اعتماد مبادئ "4R" (التقليل والتنقيح والاستبدال والمسؤولية) لتنظيم التجارب على الحيوانات. كما أن البدائل في المختبر أو في السيليكو تقلل من استخدام الحيوانات.